# Chloroclystis halianthes
Chloroclystis halianthes är en fjärilsart som beskrevs av Edward Meyrick 1907. Chloroclystis halianthes ingår i släktet Chloroclystis och familjen mätare. Inga underarter finns listade i Catalogue of Life.